# Franz Mayr (Politiker)
Franz Mayr (* 29. September 1915 in Windischgarsten; † 22. Oktober 1985 in Kirchdorf an der Krems) war ein österreichischer Politiker (ÖVP) und Bezirksrauchfangkehrermeister. Er war von 1953 bis 1971 Abgeordneter zum Österreichischen Nationalrat.

## Leben
Mayr besuchte nach der Volksschule die Hauptschule und absolvierte danach die gewerbliche Fachschule für Rauchfangkehrer. Er arbeitete in der Folge als Rauchfangkehrer und stieg zum Bezirksrauchfangkehrermeister auf. Mayr war Mitglied der Landesinnung der Rauchfangkehrer ab 1962 Landesinnungsmeister und ab 1963 Bundesinnungsmeister-Stellvertreter. Zudem gehörte er ab 1964 als Vorsitzender der Meisterprüfungskommission an und war ab 1965 Vorsitzender der Sektionsleitung Gewerbe der Kammer der gewerblichen Wirtschaft sowie ab 1968 Mitglied der Bundessektionsleitung Gewerbe.

## Politik
Politisch engagierte er sich als Gemeinderat in Windischgarsten, wobei er zwischen 1965 und 1973 Mitglied des Gemeindeausschusses war. Er wirkte innerparteilich als Hauptbezirksparteiobmann der ÖVP Kirchdorf und war Ortsgruppenobmann des Österreichischen Wirtschaftsbundes Windischgarsten. Mayr vertrat die ÖVP zwischen dem 18. März 1953 und dem 4. November 1971 im Nationalrat. 